# Lampropidae

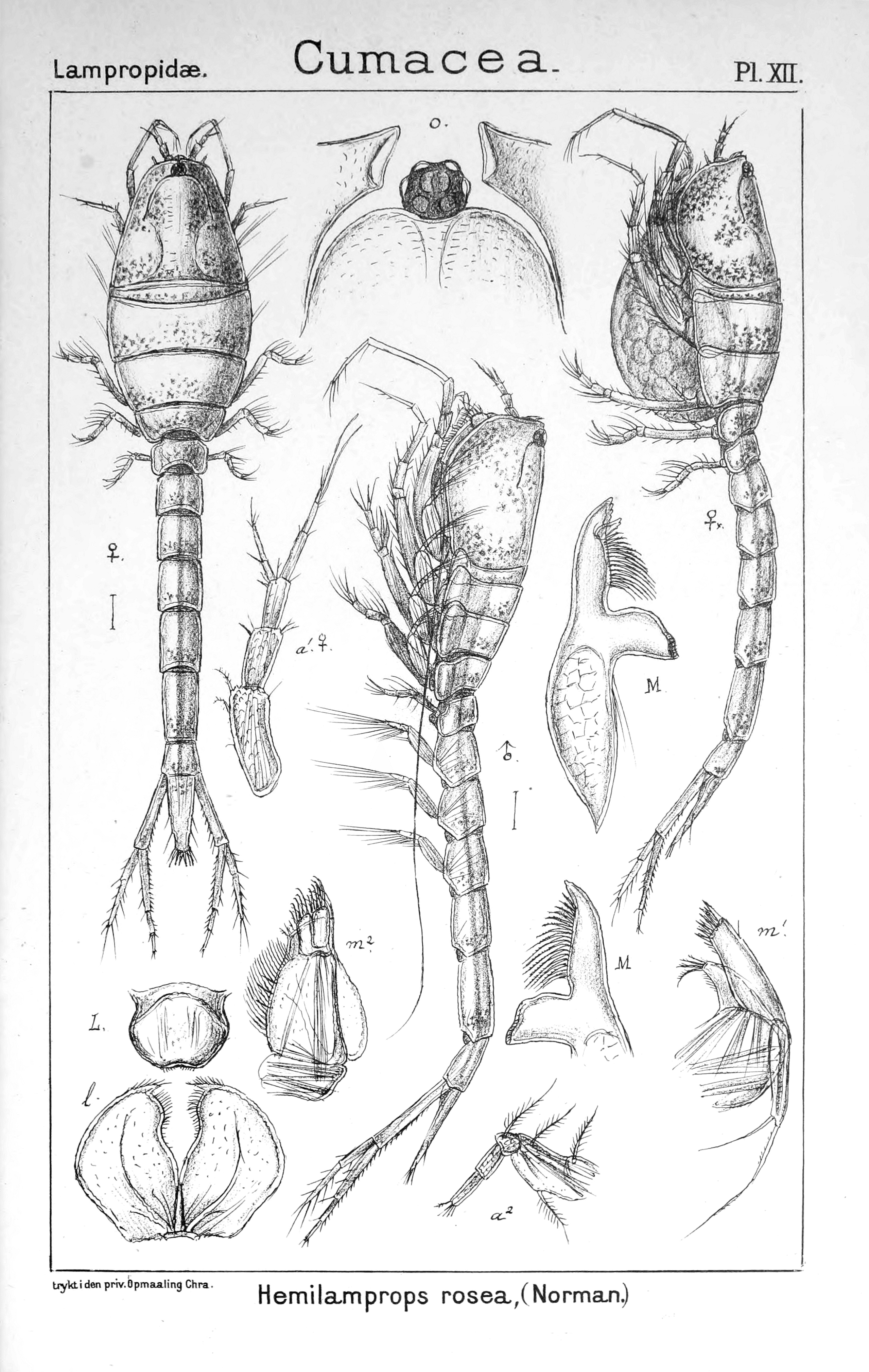
Hemilamprops roseus

Lampropidae  (лат.) — семейство морских кумовых раков из класса высших раков (Malacostraca). Около 100 видов.

## Описание
Небольшие ракообразные, внешним видом тела напоминающие головастиков: покрытая панцирем вздутая головогрудь и грудной отдел (покрыты общим панцирем карапаксом) укрупнены и контрастируют с более тонким брюшком (плеоном), заканчивающимся хвостовой вилкой. Анальная лопасть (тельсон) развита, свободная, несёт 3 и более апикальных шипиков. Антенны самок состоят из 4 или 5 сегментов (конечный членик удлинённый). Уроподы (удлинённые конечности шестого сегмента) имеют 3-члениковый эндоподит.

## Систематика
Насчитывает около 100 видов и 17 родов. Семейство было впервые выделено в 1844 году норвежским зоологом Георгом-Оссианом Сарсом (Georg Ossian Sars; 1837—1927). В российских водах Японского моря встречаются представители 3 родов и более 10 видов.
- Archaeocuma Bacescu, 1972[5]
- Bathylamprops Zimmer, 1908
- Chalarostylis Norman, 1879
  - =Dasylamprops Reyss, 1978 (Dasylamprops guanchi Reyss, 1978 принят как Chalarostylis guanchi (Reyss, 1978))[6]
- Hemilamprops G.O. Sars, 1883
- Lamprops G.O. Sars, 1863
- Mesolamprops Given, 1964
- Misceolamprops Corbera, 2006
- Murilamprops Reyss, 1978
- Paralamprops Sars, 1887
- Platysympus Stebbing, 1912
- Platytyphlops Stebbing, 1912
- Pseudodiastylis Calman, 1905
- Pseudolamprops Gamo, 1989[7]
- Stenotyphlops Stebbing, 1912
- Typolamprops Reyss, 1978
- Watlingia Gerken, 2010[8]